# Koen Van Impe
Koen Van Impe (25 juli 1964) is een Vlaams acteur en regisseur.

## Biografie
Hij studeerde theater aan het Conservatorium van Antwerpen en speelde enkele jaren bij de Blauwe Maandag Compagnie. Sinds 1990 is hij freelance acteur bij diverse gezelschappen. Hij geniet evenveel van theater als van musical. Van 2000 tot 2003 speelde hij Frank 'n Furter in The Rocky Horror Show. Op televisie speelde Van Impe gastrollen in onder meer Aspe en Rupel. Hij was een van de improvisatoren in De Rederijkers met Johan Terryn. In 2010 speelde hij de hoofdrol in de humoristische televisieserie Kiekens, aanvankelijk gemaakt voor zender EXQI Plus, maar uiteindelijk in 2011 uitgezonden op Eén.
Van Impe is getrouwd en het koppel heeft één dochter.

## Theateroverzicht
- Och Mens! (1992)
- Le Bourgeois gentil homme (1993-1994)
- Karamazow (1994-1996)
- Hun! (1994-1996)
- Het wijde land (1995-1996)
- Gengé (1995-1997)
- Solidatus (1997-1998)
- Jules de schorpioen en de genade (1997-1998)
- Le Cocu Magnifique (1998-1999)
- Uncle Scorpion (1999-2000)
- Komedie der verleiding (1999-2000)
- Macbeth (1999-2000)
- Kathalzen (1999-2000)
- Hok! (2000-2002)
- Drie versies van het leven (2001-2002)
- Marius, Fanny en César (2002-2007)
- The Rocky Horror Picture Show (2000-2003) - als storyteller
- Pal Joey (2002-2003)
- De geit, of wie is Sylvia? (2003-2005)
- Lulu (2003-2005)
- Nagras (2003-2005)
- Soepkinders (2004-2008)
- Vincent, Arthur, Marcel (2005-2006)
- De Idioot (2005-2006)
- Manon & Jean van Florette (2006-2009)
- Armandus de zoveelste (2008-2009)
- Spamalot (2011 & 2019) - als king Arthur
- Pippi zet de boel op stelten! (2009) - als kapitein Eifram
- Papa Haydn Vlegel Mozart (2009-2011)
- De Producers (2012) - Max Bialystock
- Meiskes & Jongens (2018) - vader Philip
- La Cage Aux Folles (2019) - als Georges
- Urbanus de musical (2021) - als madam met bontjas
- The Sound of Music (2022) - als kapitein Vonn Trap
- Charlie and the Chocolate Factory (2022) - als grandpa Joe

## Filmografie
- Koko Flanel (1990) - als medewerker reclamespot
- Daens (1992) - als baron de Béthune
- Beck - De gesloten kamer (1993)
- De Put (1994) - als Evrard Cauberghs
- Brylcream Boulevard (1995) - als kabinetsmedewerker
- De Kotmadam (1995) - als Mormoon
- Buiten De Zone (1996) - als pyromaan Leo
- Buiten De Zone (1996) - als speelgoedverkoper
- Croque Monsieur (1996)
- Striker Bob (1997)
- De Kotmadam (1995) - als Lesley
- Out (1998)
- Elf (1999)
- Blinde Vinken (1999) - als zichzelf
- Recht op recht (1999-2001) - als onderzoeksrechter De Korte
- Brussel Nieuwsstraat (2000) - verschillende rollen
- De grote boze wolf show (2000) - als Willy de wolf
- De Rederijkers (2001-2002) - als zichzelf
- Op het randje... (2002) - als agent
- Alexander (2002) - als dokter
- W817 (2002) - als Bollue
- Asterix & Obelix: Missie Cleopatra (2002) - als Asterix (stem)
- Flikken (2004) - als Willem 'Bill' Dekuyper
- Aspe (2004) - als Patrick Claes
- Rupel (2004, 2005) - als Bart Van Laeken
- The Incredibles (2004) - als Bernard Kropp (stem)
- De Indringer (2005) - als Mike
- De Wet volgens Milo (2005) - als rechter Van Daele
- Booh! (2005) - als Slobodan Kanidansky III
- Tragger Hippy (2005) - als zichzelf
- Tanghi Argentini (2006) - als Frans
- Witse (2006) - als Bruynzeels
- Monster House (2006) - als Reginald 'Skull' Skulinski (stem)
- Ben X (2007) - als politieagent
- Katarakt (2008) - als Junior Donkers
- Kinderen van Dewindt (2008)
- Matroesjka's 2 (2008) - als Carlo Dubois
- De Smaak van De Keyser (2008) - als Jeuniau
- Kika en Bob (2008) - als verteller
- Dirty mind (2009) - als regisseur
- SM-rechter (2009) - als procureur Versandt
- Le con (2009) - als Carl de Strooper
- A Direct Hit (2009)
- Aspe (2009, 2011, 2012) - als inspecteur Ivo Verbruggen
- Witse (2010) - als Ward Deridder
- Zone Stad (2010) - als Daniel Verhaegen/Ben Rijpens
- Verschrikkelijke Ikke (2010) - als Gru (stem)
- Kiekens (2011-2012) - als Raymond Kiekens
- De Elfenheuvel (2011-2013) - als Karel Wijffels
- Witse (2012) - als Nadine Vercammen
- Quiz Me Quick (2012) - als stroper
- De zonen van Van As (2012) - als priester
- Code 37 (2012) - als Jan Verschuere
- Zone Stad (2013) - als Gert Lambaerts
- Black Out (2013) - als Fredo
- Verschrikkelijke Ikke 2 (2013) - als Gru (stem)
- Salamander (2013, 2018) - als Vic Adams
- Jacques a vu (2014) - als Wim Van der Vaart
- Brabançonne (2014) - als Patrick
- Vriendinnen (2015) - als Edelhart Monard
- Nachtwacht (2015) - als spelduivel
- Lost In The Middle (2017) - als Bob
- Unité 42 (2017) - als Etienne Gross
- In de Mond van Waanzin (2017) - als Van Leeuwen
- 13 Geboden (2017) - als Tony Vermeire
- Verschrikkelijke Ikke 3 (2017) - als Gru/Dru (stem)
- Urbanus: De vuilnisheld (2019) - als meneer pastoor
- Parlement (2020-2023) - als Cornelius Jaeger
- Minions: Hoe Gru superschurk werd (2022) - als Gru (stem)
- De Studio's (2023) - als vader van Frederik
- Salle des profs (2023) - als Vlaamse directeur
- Boomer (2023) - als dokter

## Trivia
- Voor Douwe Egberts speelde hij in de reclames de rol 'Oen Van Kimpe' voor de fokkie-campagne van het koffiemerk. Hierin sprak hij dyslectisch, volgens de campagne het symptoom als je je dag niet start met koffie.
- In 2017 nam Van Impe deel aan Steracteur Sterartiest.
- In 2023 schreef en regisseerde hij de YouTube-serie De wereld in het Kleijn voor de supermarktketen Albert Heijn.